# Кастелучо (Болоња)
Кастелучо (итал. Castelluccio) је насеље у Италији у округу Болоња, региону Емилија-Ромања.
Према процени из 2011. у насељу је живело 126 становника. Насеље се налази на надморској висини од 816 м.